# キラー・ヴァージンロード
『キラー・ヴァージンロード』（英題: Killer VirginRoad）は、2009年の日本映画。監督は岸谷五朗、主演は上野樹里。

## ストーリー
幼い頃から何をやっても最下位でどんくさい事から「どん尻ビリ子」と呼ばれているOL・沼尻ひろ子は、めでたくセレブな美男子と結婚する事になる。ところが、結婚式の前日、アパートの大家を誤って殺害してしまう。唯一自らを認め、いつも優しく見守ってくれていた祖父のために何としてでも式を迎えたいひろ子は、とりあえず結婚式が終わるまで、死体を隠す事を決意。そんな中、ひょんなことから自殺志願者の小林福子と出会う。福子は、死体の処理を手伝う代わりに自分を殺してもらう事をひろ子にお願いする。こうして、ひろ子と福子は死体を運びながらの奇妙な逃避行が始まるのであった。

## 登場人物とキャスト
沼尻ひろ子：上野樹里
本作の主人公。幼い頃からドジばかり、何をやっても最下位な事から「どん尻ビリ子」と呼ばれているOL。両親がおらず、祖父に育てられた。運も無く、鈍感で上司の嫌味にも気付かない天然ボケだが、素直で明るい性格の持ち主。そんな彼女もセレブな美男子と会社で1番乗りの結婚を迎える事になるが、式の前日にアパートの大家を誤ってハサミで殺害してしまう。余命僅かの祖父に花嫁姿を見せる為、式が終わるまで、死体を隠そうとする。
小林福子：木村佳乃
ひろ子が死体を車で運んでいる最中に突如車に飛び込んできた美女。男運が皆無で、恋人に献身的に尽くした末にポイ捨てされてしまう。失恋の度に様々な方法で自殺を図ろうとしたが、何故かいつも未遂に終わる。実際に首を吊っても紐が切れたり、ひろ子の車に突っ込んでも無傷というある意味で強運の持ち主。自分を殺してもらう事を条件に、ひろ子の死体の処理に協力する事になる。男っぽい性格で、気も強い。ひろ子とは正反対であるが、破天荒さで言えば同じレベル。スルメが好物。
大家三太郎：寺脇康文
ひろ子が住むアパートの大家。ひろ子の結婚式の前日、ひろ子のドジが元で殺されてしまう。（大家がタンスの下にあるひろ子のパンツを拾おうとして夢中になり、タンスの上にあったハサミが背中に刺さり、さらにひろ子が上に乗り、さらにダミアンが乗った）愛犬に「ダミアン」がいる。実はひろ子のストーカーだが、発覚してもひろ子は気づいていない上にカツラであることも気づかれなかった。(倒れた拍子にシュレッダーにカツラが巻き込まれたが、それでもひろ子は気付かなかった)遺体をひろ子にスーツケースに入れられて運ばれる。
江頭賢一：眞木大輔(EXILE)
ひろ子の婚約者。セレブで美男子。おまけに性格もとびきり優しく、笑顔が爽やか。どういう経緯でひろ子に出会い、結婚したかは不明だが、実はとんでもない人物だった事がラストで明らかになる。
小峰くん：小出恵介
ティッシュ配りのバイトをしている。グラドルのAYAKAの大ファン。ひろ子のせいでAYAKAが載っている雑誌を破られたために、ひろ子に雑誌を購入してもらって見ている最中に会社の車をひろ子に盗まれる。がっかりしていたところを本物のAYAKAに会い、運命が幸せに変わっていく。
利根川純： 田中圭
警察官。いつも自転車に乗っており、逃げるものを追いかけたがる習性を持つ。警察官なのに小林の攻撃にすぐやられる。管轄外なはずなのにどこにでも現れる。しかもいつまでも追いかける。「何故逃げるんだー！」が口癖。
北翔 ：中尾明慶
暴走族の総長。なぜか樹海を暴走していた。利根川と同じく逃げるものを追う習性がある。典型的な暴走族であり、仲間もクレイジー。しかし話を聞くために仲間にエンジンを切る動作をし「え？なに？」ときちんと聞き返す。族らしく硬派で仲間の絆を大事にする漢気がある。
AYAKA ：小松彩夏
小峰くんが大好きなグラドル。おっぱいがかなり大きく、プライベートでも可愛らしいセクシーな服を着ている。
中学時代のひろ子：清水くるみ
修理のオジサン ：田中要次
強面でサングラスを掛けている。最初ひろ子は警察と勘違いしていた。ひろ子の返り血をドアの赤いペンキが付いたと勘違いし、丁寧に謝罪してクリーニング代を渡した。
小倉さん：小倉久寛
小林さんを振った男の一人。ダンスで若干戸惑う。
春日先輩：高島礼子
ひろ子の会社の先輩で独身。ひろ子を馬鹿にしており、忙しい時期に辞めたひろ子に「ひろ子さんでも役立つ」と嫌味を言ったが、ひろ子には全く効いていなかった。
景山道生：北村一輝
ペンションのオーナー。幻の蝶を探し回るため妻に愛想をつかれて一人でペンションを経営している。ひろ子の「ゴリラ作戦」がきっかけで息子と妻に再会し、幻の蝶も見つけた。
沼尻源一郎：北村総一朗
ひろ子の唯一の肉親。ひろ子には小さい時から「ビリのひろ子がいるからみんなが幸せなんだよ」とひろ子が鈍臭い事を全く気にせず、愛情をたっぷりと注いで育てた。しかし、努力しても最後にはドジをやらかして周りに笑われるひろ子の姿を不憫に思い、いつもひろ子に隠れて泣いていた。 末期の病で自力では立てず呼吸もままならないが、ひろ子の花嫁姿を見るまでは死ねないと最後の命を燃やしながらその日を楽しみにしている。

## 主題歌
- 福山雅治 - 「旅人」（アルバム『残響』より。レーベル：ユニバーサルミュージック）

## スタッフ
- 原案：片岡英子
- 監督：岸谷五朗
- 脚本：岸谷五朗、川崎いづみ
- 製作総指揮：畠中達郎
- 製作：加藤嘉一
- 企画：原田知明、濱名一哉
- プロデューサー：中町有朋、岡田有正、土本貴生
- 監督補：アベユーイチ
- 撮影：江原祥二
- 照明：吉角荘介
- 美術：清水剛
- 録音：志満順一
- 編集：宮島竜治
- 音楽：大崎聖二
- スクリプター：竹内美年子
- VFXプロデューサー：大屋哲男
- キャスティング：吉川威史
- 助監督：伊藤良一
- 製作担当：前村祐子
- 製作：アミューズ、TBSテレビ、KDDI、博報堂、WOWOW、CJ Entertainment、毎日放送、中部日本放送、RKB毎日放送
- 制作プロダクション：アルタミラピクチャーズ
- 配給：東宝
- コピーライト表記：(C)2009 「キラー・ヴァージンロード」製作委員会（アミューズ・TBS・KDDI・博報堂・WOWOW・CJ Entertainment・MBS・CBC・RKB・アルタミラピクチャーズ・東宝）

## プロローグドラマ
『キラー・ヴァージンロード プロローグドラマ』
映画連動企画のau（KDDI／沖縄セルラー電話）オリジナルドラマ第5弾。映画本編の5ヶ月前からの登場人物それぞれのスピンオフドラマ。2009年8月10日よりauの「LISMO Video」のコンテンツ内にて配信された。全5話。

### プロローグドラマ・キャスト
- さや（#1） - 石川紗彩
- マネージャー（#2,#3） - 棚橋ナッツ
- ピアース（#4） - 東根作寿英
- 岩山（#4） - 天田益男

### プロローグドラマ・スタッフ
- 制作 - ROBOT
- 制作協力 - スーパービジョン
- 企画・製作 - KDDI、ROBOT
- 監督・脚本 - アベユーイチ

### サブタイトル
1. 利根川プロポーズ編（事件の5ヶ月前） - 2009年8月10日配信
2. AYAKA誘拐編 前編（事件の2ヶ月前） - 2009年8月17日配信
3. AYAKA誘拐編 後編（事件の2ヶ月前） - 2009年8月24日配信
4. 北・ピアース出会い編（事件の1週間前） - 2009年8月31日配信
5. 動物園編（事件当日）  - 2009年9月7日配信